# Dactylopisthoides
Dactylopisthoides hyperboreus es una especie de araña araneomorfa de la familia Linyphiidae. Es el único miembro del género monotípico Dactylopisthoides.

## Distribución
Es un endemismo de Rusia donde se encuentra en el Óblast de Magadán.